# Gleneagle
Gleneagle és una concentració de població designada pel cens dels Estats Units a l'estat de Colorado. Segons el cens del 2000 tenia 4.246 habitants.

## Demografia
Segons el cens del 2000, Gleneagle tenia 4.246 habitants, 1.433 habitatges, i 1.289 famílies. La densitat de població era de 666,4 habitants per km².
Dels 1.433 habitatges en un 44,5% hi vivien nens de menys de 18 anys, en un 84,4% hi vivien parelles casades, en un 4% dones solteres, i en un 10% no eren unitats familiars. En el 8,5% dels habitatges hi vivien persones soles el 3,1% de les quals corresponia a persones de 65 anys o més que vivien soles. El nombre mitjà de persones vivint en cada habitatge era de 2,96 i el nombre mitjà de persones que vivien en cada família era de 3,13.
Per edats la població es repartia de la següent manera: un 30,3% tenia menys de 18 anys, un 4,6% entre 18 i 24, un 28% entre 25 i 44, un 29% de 45 a 60 i un 8,1% 65 anys o més.
L'edat mediana era de 39 anys. Per cada 100 dones de 18 o més anys hi havia 99,4 homes.
La renda mediana per habitatge era de 84.491 $ i la renda mediana per família de 88.434 $. Els homes tenien una renda mediana de 65.694 $ mentre que les dones 31.719 $. La renda per capita de la població era de 31.099 $. Cap de les famílies i el 0,2% de la població estaven per davall del llindar de pobresa.

## Poblacions més properes
El següent diagrama mostra les poblacions més properes.